# كارمين كاماتشو
كارمين كاماتشو هي مغنية فلبينية، ولدت في 1939 في كاتاندوانه في الفلبين.